# Félix Guerra
Félix Reynier Guerra Rondón (sinh ngày 14 tháng 1 năm 1989), là một cầu thủ bóng đá người Cuba thi đấu cho Đội tuyển bóng đá quốc gia Cuba.

## Sự nghiệp câu lạc bộ
Guerra thi đấu tại đội bóng địa phương Granma, but gia nhập Camagüey mùa giải 2014.

## Sự nghiệp quốc tế
Anh ra mắt quốc tế cho Cuba vào tháng 2 năm 2012 trong trận giao hữu trước Jamaica và tính đến tháng 1 năm 2018, có tổng cộng 11 lần ra sân, không ghi được bàn nào. Anh đại diện quốc gia trong một trận đấu tại Vòng loại giải vô địch bóng đá thế giới và được triệu tập vào đội tuyển Cuba tại Cúp Vàng CONCACAF 2015. Anh thi đấu trong trận mở màn của Cuba trước México, thất bại 6–0.